# Micro-région de Sátoraljaújhely
La micro-région de Sátoraljaújhely (en hongrois : sátoraljaújhelyi kistérség) est une micro-région statistique hongroise rassemblant plusieurs localités autour de Sátoraljaújhely.